# Georg von Kries
Georg Joseph von Kries (* 20. Januar 1863 auf Gut Smarzewo, später Kriesfelde, bei Schmentau, Landkreis Marienwerder, Westpreußen; † 21. Oktober 1922 auf Gut Klein-Watzmirs bei Swaroschin, Landkreis Dirschau, Westpreußen) war ein königlich preußischer Oberförster und Politiker.

## Familie
Er entstammte der thüringischen Adelsfamilie Kries, um 1600 in Lehesten erwähnt, und war der Sohn des Gutsbesitzers Robert von Kries (1830–1904), Gutsherr auf Watzmirs, und dessen erster Ehefrau Helene Baum (1834–1866).
Kries heiratete in erster Ehe am 31. August 1897 in Goschin (Landkreis Neustadt, Westpreußen) Gertrud von Heyer (* 1. Mai 1870 in Goschin; † 21. Februar 1907 auf Gut Klein-Watzmirs). In zweiter Ehe heiratete er am 29. November 1909 in Dessau Gertrud Schlenther (* 4. Mai 1878 in Sonderburg; † nach 1941). Georg von Kries hatte keine Nachfahren.
Sein Cousin ist der preußische Landrat und Politiker Dr. jur. Wolfgang von Kries (1868–1945), ein anderer Verwandter ist sein Onkel Kurt von Kries (1848–1929), preußischer Landschaftsrat und ebenfalls Mitglied des Preußischen Herrenhauses. Der vierte Sohn des genannten Kurt von Kries und der Anna von Kries, der Kapitänleutnant Alfred von Kries (1886–1969), wurde der Generalbevollmächtigte für die Begüterung Klein- und Groß Watz(cz)mirs.

## Leben
Georg von Kries war Gutsherr auf Groß- und Klein-Watzmirs (1.141 Hektar), königlich preußischer Oberförster, Rechtsritter des Johanniterordens und Mitglied des Preußischen Herrenhauses. In der Heimatregion wirkte Georg von Kries als Amtsvorsteher.
Nebenbei betätigte sich Kries auch als Lyriker und veröffentlichte einige Werke, so zum Beispiel 1906 sein Gedicht Das Regiment Forcade (hat nie ein Feind besiegt), das von Hans Hertel vertont wurde.
Seit 1883 war er Mitglied des Corps Pomerania Greifswald.